# كهل بلاغ (ألمالو)
كهل‌ بلاغ هي قرية في مقاطعة هشترود، إيران. عدد سكان هذه القرية هو 24 في سنة 2006.